# Сан Базиле
Сан Базѝле (на италиански: San Basile, на арбърешки: Shën Vasili, Шън Васили) е село и община в Южна Италия, провинция Козенца, регион Калабрия. Разположено е на 540 m надморска височина. Населението на общината е 1062 души (към 2012 г.).
 В това село живее албанско общество, наречено арбъреши. Те са се заселили в този район между XV и XVIII век като бежанци от османското владичество. Село Сан Базиле е част от етнографическия район Арберия.